# حفصة نور سنجق توتان
حفصة نور سنجق توتان هي ممثلة تركية ولدت في 20 مارس 2000،بدأت مشوارها التمثيلي في عام 2018 بمسلسل جولبيري.

## روابط خارجية
- حفصة نور سنجق توتان على موقع IMDb (الإنجليزية)
- حفصة نور سنجق توتان على موقع روتن توميتوز (الإنجليزية)
- حفصة نور سنجق توتان على موقع قاعدة بيانات الفيلم (الإنجليزية)